# Sejm Śląski III kadencji (1930–1935)
Sejm Śląski III kadencji (1930-1935) – autonomiczny organ ustawodawczy dla Województwa Śląskiego wybrany na podstawie demokratycznej ordynacji wyborczej do Sejmu Śląskiego w dniu 23 listopada 1930 r. Zwołany na mocy zarządzenia Prezydenta Rzeczypospolitej z dnia 3 grudnia 1930 r. do Katowic na dzień 9 grudnia 1930 r.

## Prezydium
- Marszałek
  - Konstanty Wolny (bezp., ChD i NPR)
- Wicemarszałkowie
  - Włodzimierz Dąbrowski (NChZP), zrezygnował 4 maja 1932
  - Eduard Pant (Klub Niemiecki)
  - Emil Gajdas (NChZP), zrezygnował 4 maja 1932
  - Jan Kędzior (ChD i NPR)